# مرد نامرئی (نقاشی)
مرد نامرئی (به [El hombre invisible] Error: {{Lang-xx}}: متن دارای نشانه‌گذاری ایتالیک است (راهنما)) یک نقاشی فراواقع‌گرای اثر سالوادور دالی است. این اثر الهام گرفته از هنر مصر باستان و کارهای جوزپه آرچیمبولدو است و امروزه در موزه رینا سوفیا در مادرید قرار دارد.